# Highgate (Vermont)
Highgate est une municipalité dans l'état du Vermont aux États-Unis.  Sa population était de 3 397 en l'an 2000.